# Cobalt (Fear the Walking Dead)
"Cobalt" é o quinto e penúltimo episódio da primeira temporada da série de televisão de terror pós-apocalíptico Fear the Walking Dead. Foi originalmente exibido pelo canal de televisão AMC nos Estados Unidos em 27 de setembro de 2015.
Este episódio marca a primeira aparição de Colman Domingo como Victor Strand, que viria a se tornar um personagem de destaque.

## Sinopse
Em uma cela militar, um homem chamado Victor Strand atormenta psicologicamente Doug e recruta Nick para um plano de fuga. Liza ajuda a Dra. Exner com os pacientes no hospital. Ofelia protesta nos portões exigindo saber como está sua mãe. Horas depois, Madison descobre o soldado Adams detido no porão de uma casa por Ofelia e Daniel. Alicia e Chris ficam bêbados e vandalizam a casa abandonada de uma família nobre. O tenente Moyers concorda em levar Travis para o hospital e mostrar que todos os pacientes estão bem. No caminho, eles se deparam com um infectado que Moyers pede para Travis matar. Ele não consegue, pois ainda acredita que é apenas uma pessoa doente. Os soldados são alertados sobre outro grupo que está preso em um prédio infestado de infectados e partem para lá. No processo, muitos são mortos e os que sobrevivem, levam Travis de volta à zona de segurança. Travis descobre que Daniel está torturado Adams para revelar o significado de "cobalto". Eles descobrem que é uma sigla dos soldados que irão matar todos no bairro pela manhã e ir embora em seguida. Griselda não resiste ao ferimento em seu pé e morre no hospital. Liza atira em sua cabeça para evitar a reanimação. Durante a noite, Daniel anda pelo bairro e se depara com uma arena de esportes. Ao chegar próximo a porta, percebe que há milhares de infectados dentro. 

## Recepção

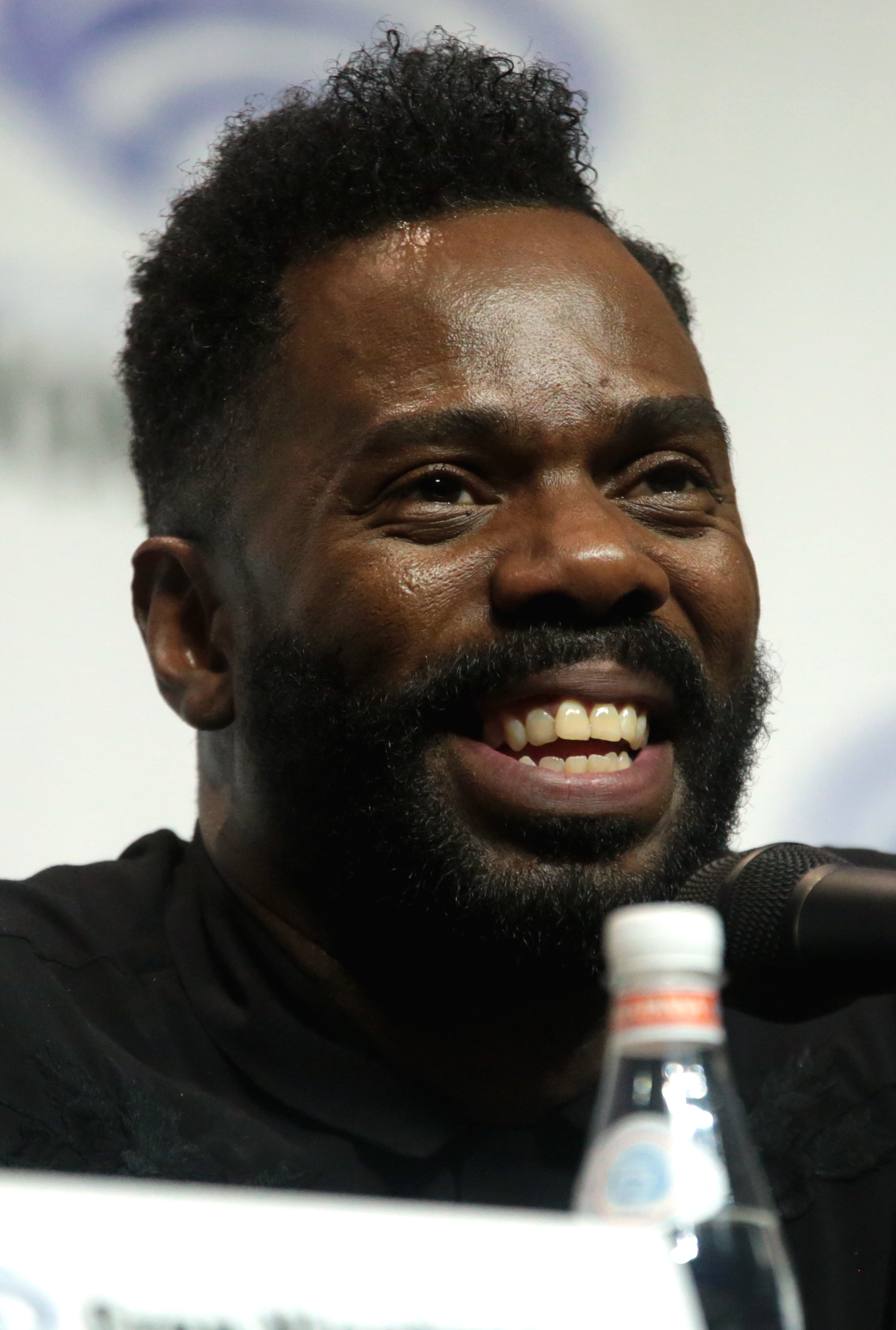
Colman Domingo fez sua primeira aparição como Victor Strand neste episódio.

"Cobalt" recebeu críticas positivas dos críticos. No Rotten Tomatoes, obteve uma classificação de 76% com uma pontuação média de 7.73/10 com base em 21 comentários. O consenso do site diz: "No penúltimo episódio da primeira temporada de Fear the Walking Dead, 'Cobalt' injeta uma nova vida em seu grupo sequestrado de sobreviventes com um novo personagem intrigante."
Matt Fowler da IGN deu a "Cobalt" uma classificação de 6.8/10 declarando; "Embora 'Cobalt' possa ter nos preparado para (com sorte) um final de FTWD cheio de zumbis, também foi uma bagunça. Travis continuou a não fazer nada, exceto testemunhar coisas enquanto, por algum motivo, um plano de evacuação precisava ser brutalmente torturado por um Guarda Nacional que deveria estar do lado da família Salazar devido aos seus sentimentos por Ofelia. Concedido, houve alguns momentos agradáveis e sombrios de Daniel aqui, mas havia muitas peças do quebra-cabeça faltando. Até Madison se sentiu perdida esta semana."
Josh Modell escrevendo para The A.V. Club elogiou o episódio com uma qualificação de B + e em sua crítica ele disse: "A questão que me interessou/incomodou um pouco sobre os primeiros episódios de Fear The Walking Dead foi respondida esta noite, em algumas interessantes e perspicazes  maneiras".
Jeremy Egner de The New York Times elogiou o episódio e escreveu: "Intitulado "Cobalt", o episódio foi uma hora ansiosa e nervosa que resistiu à obviedade exagerada - o calcanhar de Aquiles de The Walking Dead - em favor de reflexões sombreadas sobre o relativismo moral do instinto de sobrevivência".

### Audiência
"Cobalt" foi visto por 6.70 milhões de telespectadores nos Estados Unidos em sua data de exibição original, um pouco acima da classificação do episódio anterior de 6.62 milhões. "Cobalt" foi o primeiro episódio de Fear the Walking Dead a ter uma audiência maior do que o episódio anterior.